# Talitay
Talitay, anciennement Sultan Sumagka, est une localité de la province de Maguindanao, aux Philippines. En 2015, elle compte 14 863 habitants.